# Cuamio
Cuamio är en ort i Mexiko.   Den ligger i kommunen Cuitzeo och delstaten Michoacán de Ocampo, i den centrala delen av landet, 220 km väster om huvudstaden Mexico City. Cuamio ligger 1 839 meter över havet och antalet invånare är 2 180.
Terrängen runt Cuamio är kuperad åt nordväst, men åt sydost är den platt. Runt Cuamio är det ganska tätbefolkat, med 166 invånare per kvadratkilometer. Närmaste större samhälle är Uriangato, 12,5 km norr om Cuamio.